# Eragrostis jerichoensis
Eragrostis jerichoensis är en gräsart som beskrevs av Bryan Kenneth Simon. Eragrostis jerichoensis ingår i släktet kärleksgrässläktet, och familjen gräs. Inga underarter finns listade i Catalogue of Life.